# هلم غرين (باركشير)
هلم غرين (بالإنجليزية: Holme Green)‏ هي قرية تقع في المملكة المتحدة في جنوب شرق إنجلترا.